# Cynar
Le Cynar est un amer italien créé par les frères Dalle Molle (en) à Padoue en 1948 sous le nom de CaB1, puis légèrement modifié et renommé Cynar en 1952. Depuis 1995 la marque appartient au groupe Campari.
Le Cynar est obtenu à partir d'un mélange de feuilles d'artichauts et de treize herbes et plantes aromatiques infusées dans un alcool. Il tire son goût et ses propriétés digestives de l'acide dicaféylquinique, entre autres.

## Caractéristiques
Le Cynar, alcoolisé à 16,5°, a une saveur douce et une couleur ambrée, brillante et chaude. C'est un amer polyvalent, dans le sens ou il se consomme autant comme apéritif que comme digestif. En effet sa conception à base de plantes fait de cette boisson un produit naturellement digestif,. Son nom vient de Cynara ou de Cynara cardunculus, complexe d'espèces de plantes herbacées comprenant notamment l'artichaut. 
Il peut être bu en apéritif, avec deux glaçons ou, tout comme le Picon, dans une bière. Il peut également remplacer d'autres amers (Apérol, Campari) dans la composition du Spritz,. En cocktail, il modère le goût sucré des vins doux et liquoreux (Monbazillac, Pineau des Charentes...)

## Culture populaire
Le Cynar est la boisson que boivent Jean-Louis Trintignant et Vittorio Gassman à la station-service, dans le film Le Fanfaron.
Le groupe Elio e le Storie Tese apparaît dans une publicité pour Cynar de 2007, qui reprend le slogan d'origine d'une ancienne publicité avec Ernesto Calindri : « Contro il logorio della vita moderna » (« Contre l'usure de la vie moderne »).
Biancosarti est considéré comme le « cousin » du Cynar parce qu'il utilise le même type de bouteille aux bourrelets et liserés reconnaissables.